# Orde van de Doodskop
De hertogelijk Württemberg-Oelssische Orde van de Doodskop was oorspronkelijk een huisorde van de regerende familie Württemberg-Oels in Beneden-Silezië.
De eerste regerende hertog Sylvius Nimrod stichtte de orde  in 1652 onder invloed van zijn lijfarts, de rozenkruiser Angelus Silesius die sinds 1649 aan zijn hof verbleef.
De hertog benoemde zijn moeder tot grootmeesteres.
In het nabije Ludwigsdorf was het landgoed van graaf Abraham van Franckenberg het centrum van de beweging der rozenkruisers die zich er op toelegden de geheimen van God en de natuur te onderzoeken.
Zij mediteerden over de zin van het leven met het motto vanitas vanitatum in gedachten.
Een doodskop was een gebruikelijke illustratie van de vanitas.
Ook dames werden tot deze orde toegelaten.
Het juweel van de orde was een zilveren of wit geëmailleerde doodskop die aan een gouden, zwart geëmailleerd lint met de woorden "Memento mori" (Latijn: "Gedenk te sterven") hing.
De leden droegen ook een gouden ring met een doodskop aan de linkerhand.
Na de dood van de hertog in 1664 geraakte de orde in vergetelheid.
In 1709 werd de orde door de kleindochter van de hertog, Louise Elisabeth van Saksen-Merseburg opnieuw, nu als damesorde, opgericht. 